# 11eyes: Tsumi to Batsu to Aganai no Shōjo
11eyes: Tsumi to Batsu to Aganai no Shōjo (11eyes -罪と罰と贖いの少女- lit. 11eyes: Tội lỗi, Kiếp đoạ đày và Cô gái chuộc tội), được gọi đơn giản là 11eyes trong bản chuyển thể anime, là một visual novel dành cho người lớn của Nhật Bản do Lass phát triển và lần đầu tiên được phát hành vào ngày 25 tháng 4 năm 2008, cho Microsoft Windows PC dưới dạng DVD; 11 eyes là tựa game thứ tư của Lass. Bản port có thể chơi được sang Xbox 360 mang tên 11eyes CrossOver được 5pb. phát hành vào ngày 2 tháng 4 năm 2009. Bộ manga chuyển thể do Ayano Naoto minh họa bắt đầu được đăng dài kỳ trên tạp chí Comp Ace số ra tháng 10 năm 2009 của Kadokawa Shoten. Bộ anime dài tập chuyển thể của hãng Doga Kobo được phát sóng tại Nhật Bản từ tháng 10 đến tháng 12 năm 2009. Một fan disc dành cho Windows mang tên 11eyes -Resona Forma- được lên kế hoạch phát hành vào mùa thu năm 2010. Anime đã được Sentai Filmworks cấp phép ở Bắc Mỹ; nhà phân phối Section23 Films thông báo rằng họ sẽ phát hành bộ box set hoàn chỉnh vào ngày 11 tháng 1 năm 2011.

## Cốt truyện
Kể từ khi mất em gái cách đây bảy năm, Satsuki Kakeru sống đời vô vị. Cậu chỉ có thể trở lại bình thường với sự giúp đỡ từ người bạn thời thơ ấu Minase Yuka, và bạn bè khác ở trường. Rồi một ngày bầu trời chuyển sang màu đỏ, mặt trăng chuyển sang màu đen, mọi người xung quanh Kakeru và Yuka biến mất và quái vật bắt đầu lang thang trên đường phố. Thế giới ảo này được cặp đôi đặt cho biệt danh là "Đêm Đỏ". Sau một vài sự cố nữa, họ tìm thấy bốn người khác bị ảnh hưởng bởi hiện tượng bí ẩn này: Kusakabe Misuzu, một nữ kiếm sĩ âm dương sư tóc đỏ; Tachibana Kukuri, một cô gái câm kỳ lạ giống chị gái đã qua đời của Kakeru cả về ngoại hình lẫn tên gọi; Hirohara Yukiko, một cô gái trẻ sôi nổi, mang tính cách của một kẻ giết người lạnh lùng khi bị tháo kính; và Tajima Takahisa trẻ tuổi, chuyên sử dụng siêu năng lực có thái độ nóng nảy muốn động tay động chân. Kakeru muốn bảo vệ Yuka để đáp lại sự ủng hộ và lòng tốt của cô, nhưng không thể đánh thức sức mạnh tiềm ẩn của chính mình, điều mà Misuzu hứa cuối cùng sẽ xuất hiện. Cả sáu người cùng nhau hợp sức để tồn tại bằng sức mạnh đặc biệt của mình, nhưng sớm bị nhắm đến bởi những sinh vật kỳ dị có biệt danh "Hiệp sĩ Đen" với mục tiêu cuối cùng là giết họ. Cốt truyện dày lên khi cả nhóm tìm thấy một cô gái tên Lisette bị mắc kẹt trong một viên pha lê đỏ được canh giữ bởi các Hiệp sĩ Đen, cầu xin họ cứu cô ấy khỏi nhà tù này. Bí ẩn đằng sau hiện tượng Đêm Đỏ bí ẩn này là gì? Hiệp sĩ Đen là ai, và họ có liên hệ như thế nào với Lisette? Hơn nữa, sự giống nhau của Kukuri với người chị đã chết của Kakeru có thực sự là trùng hợp không? Còn sức mạnh của Yuka và Kakeru thì sao?

## Nhân vật
Satsuki Kakeru (皐月 駆 Cao Nguyệt Khu)
Lồng tiếng bởi: Nakamoto Shinsuke (PC), Ono Daisuke (Xbox 360 & anime)
Minase Yuka (水奈瀬 ゆか Thủy Nại Lai Yuka)
Lồng tiếng bởi: Agumi Oto (PC), Goto Mai (Xbox 360 & anime)
Kusakabe Misuzu (草壁 美鈴 Thảo Bích Mỹ Linh)
Lồng tiếng bởi: Haruka (PC), Asakawa Yuu (Xbox 360 & anime)
Tachibana Kukuri (橘 菊理 Quất Cúc Lý)
Lồng tiếng bởi: Matsuda Risa (PC), Rikimaru Noriko (Xbox 360 & anime)
Hirohara Yukiko (広原 雪子 Quảng Nguyên Tuyết Tử)
Lồng tiếng bởi: Miru (PC), Ichimura Oma (Xbox 360 & anime)
Tajima Takahisa (田島 賢久 Điền Đảo Hiền Cửu)
Lồng tiếng bởi: Andarushia (PC), Morikubo Showtaro (Xbox 360 & anime)

### Hiệp sĩ Đen
Avaritia (アワリティア Awaritia)
Lồng tiếng bởi: Mirai Eigou (PC & Xbox 360), Ueda Yoji (anime)
Ira (イラ Ira)
Lồng tiếng bởi: Tengu Margarine (PC & Xbox 360), Fujiwara Yuki (anime)
Invidia (インウィディア Inwidia)
Lồng tiếng bởi: Matsuda Risa (PC), Rikimaru Noriko (Xbox 360)
Acedia (アケディア Akedia)
Lồng tiếng bởi: Uoshuyaki (PC & Xbox 360), Naruke Yoshiya (anime)
Gula (グラ Gura)
Lồng tiếng bởi: Kuroiwa Keisuke (PC & Xbox 360), Tanzawa Teruyuki (anime)
Superbia (スペルビア Superubia)
Lồng tiếng bởi: Kaibara Erena (PC), Hyo-sei (Xbox 360)

### Nhân vật phụ
Momono Shiori (百野 栞 Bách Dã San)
Lồng tiếng bởi: Imuraya Honoka (PC), Hagiwara Emiko (Xbox 360 & anime)
Natsuki Kaori (奈月 香央里 Nại Nguyệt Hương Ương Lý)
Lồng tiếng bởi: Nukumori Harumi (PC), Mizuhashi Kaori (Xbox 360 & anime)
Teruya Tadashi (照屋 匡 Chiếu Ốc Khuông)
Lồng tiếng bởi: Maikeru Ouen (PC), Nemoto Kouta (Xbox 360)
Akamine Saiko (赤嶺 彩子 Xích Lĩnh Thái Tử)
Lồng tiếng bởi: AYAKO (PC), Takahashi Chiaki (Xbox 360 & anime)
Lisette Weltall (リゼット・ヴェルトール Rizetto Verutōru)
Lồng tiếng bởi: RINA (PC), Niina Ayano (Xbox 360)
Verard (ヴェラード Verādo)
Lồng tiếng bởi: Bifu Hitoshi (PC & Xbox 360)

### Nhân vật mới trong11eyes CrossOver
Amami Shū (天見 修 Thiên Kiến Tu)
Azuma Shione (吾妻 汐音 Ngô Thê Tịch Âm)
Lồng tiếng bởi: Nakahara Mai
Kōno Mio (紅野 澪 Hồng Dã Diệp)
Lồng tiếng bởi: Katō Emiri
Kuroshiba Kanae (黒芝 かなえ Hắc Chi Kanae)
Lồng tiếng bởi: Tanaka Rie

### Nhân vật mới trong11eyes Resona Forma
Johanna (ヨハンナ Yohanna)
Sophia Measley (ソフィア・ミーズリー Sofia Miizurii)
Tajima Ema (田島 恵麻 Điền Đảo Huệ Ma)

## Truyền thông

### Trò chơi điện tử
- 11eyes ~Tsumi to Batsu to Aganai no Shoujo~
  - Phát hành cho PC vào ngày 25 tháng 4 năm 2008.
- 11eyes Crossover
  - Một phiên bản sửa đổi của bản gốc. Nội dung người lớn đã bị xóa nhưng một số câu chuyện và nhân vật bổ sung được giới thiệu. Được phát hành cho Xbox 360 vào ngày 2 tháng 4 năm 2009, cho PSP vào ngày 28 tháng 1 năm 2010 và cho iOS vào ngày 2 tháng 12 năm 2010.[4]
- 11eyes -Resona Forma-
  - Một fandisc được phát hành cho PC vào ngày 15 tháng 4 năm 2011.[5]

### Anime
| #        | Tiêu đề                                                                                  | Ngày phát hành gốc   |
| -------- | ---------------------------------------------------------------------------------------- | -------------------- |
| 1        | "Akai Yoru" (赤い夜 〜Vörös éjszaka)                                                     | 6 tháng 10 năm 2009  |
| 2        | "Suishō no Shōjo" (水晶の少女 〜A kristály palotában hajadon)                            | 13 tháng 10 năm 2009 |
| 3        | "Kodoku na Hokori" (孤独な誇り 〜Egyedülálló büszkeség)                                  | 20 tháng 10 năm 2009 |
| 4        | "Kamen no Bishō" (仮面の微笑 〜A mosolygó maszk)                                         | 27 tháng 10 năm 2009 |
| 5        | "Tomo to Asu no Tameni" (友と明日のために 〜Barátokért és a holnapért)                   | 3 tháng 11 năm 2009  |
| 6        | "Kokoro Midarete" (心乱れて 〜szíbtép fájdalom)                                          | 10 tháng 11 năm 2009 |
| 7        | "Yuganda Kakusei" (歪んだ覚醒 〜kanyargos ebredes)                                       | 17 tháng 11 năm 2009 |
| 8        | "Ōma ga Toki" (逢魔が時〜félhomály öv)                                                   | 24 tháng 11 năm 2009 |
| 9        | "Kowareta Kizuna" (壊れた絆 〜törött kötés)                                              | 1 tháng 12 năm 2009  |
| 10       | "Majo Kakusei" (魔女覚醒 〜bukott angyal)                                                | 8 tháng 12 năm 2009  |
| 11       | "Metsubō to Iu Sentaku〜válogatott-hoz kialvás" (滅亡という選択〜válogatott-hoz kialvás) | 15 tháng 12 năm 2009 |
| 12       | "Yamiyo no Akatsuki〜a sötét hajnal" (闇夜の暁〜a sötét hajnal)                          | 22 tháng 12 năm 2009 |
| 13 (OVA) | "Momoiro Genmutan 〜rö zsaszí n é jszaka" (桃色幻夢譚 〜rö zsaszí n é jszaka)            | 25 tháng 6 năm 2010  |

### Âm nhạc
Visual novel gốc 11eyes có ba phần nhạc chủ đề; một bài mở đầu chủ đề, một bài kết thúc chủ đề và một bài hát chèn. Ca khúc mở đầu chủ đề là "Lunatic Tears" của Ayane, ca khúc kết thúc chủ đề là bài "Kegare Naki Yume" (穢れ亡き夢) của Asriel, và bài hát chèn là "Bōkyaku no Tsurugi" (忘却の剣) của Ayane. 11eyes CrossOver có bài mở đầu chủ đề, "Endless Tears..." của Ayane, và bài kết thúc chủ đề, "Tsuioku no Chikai" (追憶の誓い) của Asriel. Một album nhạc nền của các phiên bản game được Lass phát hành vào ngày 5 tháng 5 năm 2009, mặc dù nó chưa bao giờ được bày bán thương mại. Ca khúc mở đầu chủ đề của bộ anime là bài "Arrival of Tears" của Ayane, và ca khúc kết thúc chủ đề là bài "Sequentia" của Asriel. Đoạn trailer của phiên bản PSP của 11eyes Crossover sử dụng bài hát "Shinjitsu e no Requiem" (真実ヘの鎮魂歌) của Ayane.

## Đón nhận
Âm nhạc của anime được Theron Martin của Anime News Network cho là một trong những điểm mạnh của nó. Martin cho biết 11 Eyes cố gắng "làm điều gì đó khác biệt" cho thể loại này nhưng nó không có "tầm cỡ" cho việc này. Ông khen ngợi một số điều: cốt truyện xoắn và nửa sau của bộ anime nhưng nói rằng những khoảnh khắc đẹp "không thường xuyên". Chris Beveridge từ trang Mania.com đã so sánh nó với Venus Versus Virus, và lưu ý rằng 11 Eyes "có một số ý tưởng hay nhưng không thực hiện tốt".